# Parastrophius echinosoma
Espèce
Parastrophius echinosoma est une espèce d'araignées aranéomorphes de la famille des Thomisidae.

## Distribution
Cette espèce se rencontre au Cameroun et en Guinée équatoriale.

## Description
La femelle holotype mesure 6 mm.

## Publication originale
- Simon, 1903 : Descriptions de quelques genres nouveaux de l'ordre des Araneae. Bulletin de la Société entomologique de France, vol. 1903, p. 123-124 (texte intégral).